# Pomeroon–Supenaam
Pomeroon–Supenaam (Região 2) é uma região da Guiana. É banhada pelo Oceano Atlântico ao norte e faz fronteira com a região de Ilhas Essequibo–Demerara Ocidental a leste, com a região de Cuyuni–Mazaruni ao sul e com a região de Barima–Waini a oeste.
A região possui uma área de 6.195 km² e no censo de 1991 detinha uma população de 49.253 habitantes.
As principais cidades da região são: Anna Regina (capital), Charity, Pickersgill, Spring Garden e Suddie.